# クシュ

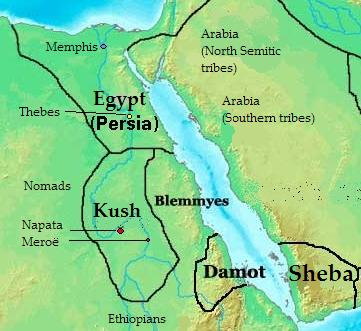
紀元前400年の古代エジプト

クシュ（Kush）は現在の南エジプトと北スーダンに当たる北アフリカのヌビア地方を中心に繁栄した文明。最も早い時代にナイル川流域で発達した文明の一つである。クシュ人の国はエジプトの領域内への進入の時期の後で発展した。クシュの文化は、並存していた期間は短いが、エジプト新王国と相互に影響を与え合っていた。
なお、基本的にスーダンのあたりを本拠地とした王国だが、古い時代の文献ではエジプト以南を「エチオピア（アイティオピア）」と呼んでいたので、クシュ人を「エチオピア人」と呼んでいる場合もある（『ユダヤ古代誌』第1巻第6章2節など）。

## 起源
最初の発達した社会がエジプト第1王朝（紀元前3100年頃 - 紀元前2890年頃）の時代ごろヌビアに現れた。クシュの国として知られている最初の国はケルマ王国で、紀元前2600年ごろに興り、ヌビアの全てとエジプトの一部を支配した。文字資料が発見されていない上、エジプトの資料もめったに言及していないので、これらの人々についてはほとんど知られていない。
紀元前2500年頃、エジプトが南に移動し始めた。私たちの持つクシュに関する知識のほとんどはエジプトの記録によっている。しかしエジプトの勢力拡大は、エジプト中王国の凋落によって止まった。紀元前1500年ごろエジプトの拡大は再び始まったが、このときは組織化された抵抗に遭遇した（歴史家たちはこの抵抗が多種多様な都市国家に由来するものなのか、一つの統一された帝国に由来するものなのか確信を持っていない。独立した国家という観念が土着のものなのかエジプト人から持ち込まれたものなのかということにも議論の余地がある）。エジプトは優勢で、この地域はトトメス1世の支配下におかれ「植民地化」された。トトメス1世の軍隊はたくさんの堅固な要塞を築いた。クシュはエジプトに金や奴隷・家畜・香辛料をはじめとする様々な資源を供給した。クシュの兵士は弓矢にすぐれ、戦象を使い、エジプトの傭兵としても活躍した。
紀元前11世紀にエジプトでの内部抗争により「植民地」支配が崩壊して、ヌビアのナパタに本拠地を置いた王国の独立運動が起こった。この王国は植民地の政権を転覆させた地元民によって支配された。エジプトの文化と技術の影響は、例えば、ピラミッドの建築や（→「ヌビアのピラミッド」）、土着の神と同一視されたエジプトの神々の崇拝などにはっきりと見ることができる。クシュの聖地ジェベル・バルカルをエジプトのアメン神と結びつける信仰も広まっている。

## ナパタ

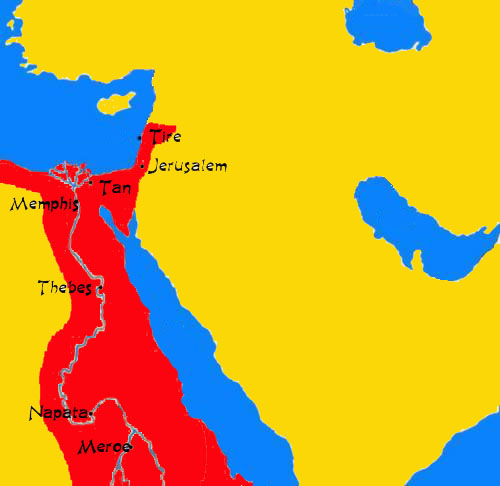
紀元前700年のクシュの最大勢力範囲

カシュタ王（Kashta）とその次に即位したクシュ第三代目の王ピイ王（ピアンキとも）の下で王国の本拠地ナパタは繁栄した。ピイ王は上エジプトからナイル川下流へ進出、テーベやメンフィスなどを占領してエジプトを征服し、エジプト第25王朝を建国した。
紀元前671年にアッシリアが侵攻したとき、クシュはエジプトから撤退した。紀元前591年プサメティク（Psammetik）2世治世下のエジプトがクシュに侵攻した。おそらくクシュの支配者アスペルタ（Aspelta）がエジプトに侵攻する準備をしていたためで、エジプトはすぐに撤退した。

## メロエへの遷都

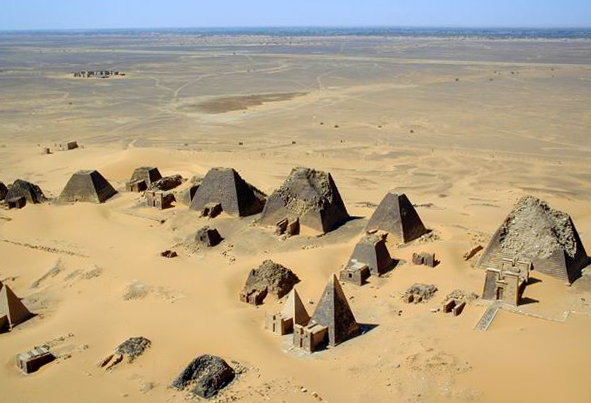
メロエのピラミッド上空写真

アスペルタの後継者が彼らの首都をナパタよりずっとかなり南のメロエに持っていたのは記録から明らかだ。遷都の正確な日付は不確かだが、ある歴史家達はヌビア南部へのエジプトの侵攻に対応して、アスペルタの統治期間中だと信じている。他の歴史家達は王国を南にやったのは、鉄の鉱山の魅力だと信じている。メロエ周辺にはナパタと違って、溶鉱炉を燃やすことが出来る大きな森がある。地域のいたるところにギリシャ人商人が到達したことはまたクシュがもはやナイル沿いの交易に依存しているのではなく、むしろ製品を東の紅海へ輸出し、そしてギリシャ人が植民都市と交易していたことを意味する。
他の学説によると、クシュはナパタを本拠とする国とメロエを本拠とする国に分かれていたが、その発展は関連していた。メロエは徐々に北のナパタを凌駕した。王室の立派な邸宅はメロエ北部で見つけられていない、そしてナパタは宗教的指導者でしかなかったということはありえる。しかしナパタで数世紀の間王達がメロエに住んでいるときでさえも、戴冠式が行われ、王達が埋葬されていたので確かに重要な中心地だった。
紀元前300年ごろ、王がナパタの代わりにメロエに埋葬され始めてから、メロエへの遷都はより完璧になった。ある学説はこのことは王がナパタに本拠地を置いた神官たちの権力から離れたことを表しているとする。紀元前1世紀頃の歴史家であるシケリアのディオドロスは、神官達によって自分自身を殺すよう命ぜられたが、伝統を破って神官達を代わりに死刑にさせたエルガメネス（Ergamenes）という名前のメロエの支配者について物語を語っている。ある歴史家達はエルガメネスはアラカマーニ（Arrakkamani）というメロエに埋葬された最初の支配者の事を言っているのだと考えている。しかしながらもっとありそうなことに、エルガメネスの音訳はアラカマニ（Arqamani）だ。彼は、長年統治した後王室の埋葬地をメロエに開いた人物だ。他の学説に首都は常にメロエだったというものもある。

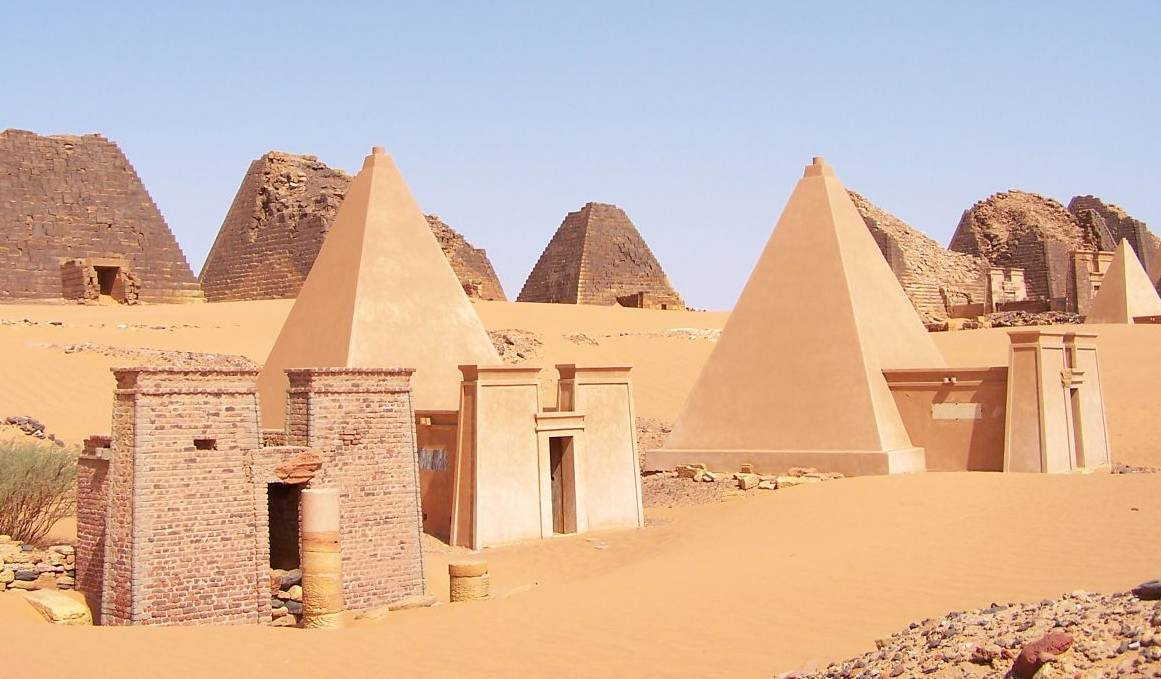
メロエのピラミッド

クシュは数世紀続いたが、私達はそれに関してほとんど情報を持っていない。初期のクシュはエジプトのヒエログリフを使っていたのだが、メロエは新しい文字を発達させ、メロエ文字で文章を書き始めた。メロエ文字はいまだに完全な判読はなされていない。国は近隣国との交易や、遺跡や墓を作り続けながら繁栄し続けていたようだ。紀元前23年にローマ帝国のアエギュプトゥス総督、ガイウス・ペトロニウス・ポンティウス・ニグリナス（Gaius Petronius Pontius Nigrinus）がヌビアの南部エジプトへの攻撃に対してヌビアに侵攻した。侵攻はその地域の北部を略奪しながら、北へ帰還する前紀元前22年にナパタを負かした。

## 衰退期
クシュの衰退は物議をかもしている。ネロ帝の治世下で外交使節がメロエを旅している (大プリニウス、 N.H. 6.35)。 紀元2世紀後、王室の墓は規模と豪華さに関して縮小し始めていて、そして大きな遺跡の建築は取りやめられた様である。王室のピラミッドの埋葬もまた紀元4世紀半ばには終わった。考古学上の記録は未知の集団あるいはバラナ（Ballana）文化として知られている新しい社会への文化的変化を示している。
このことは西暦350年ごろエチオピアのアクスムからのエザナ王の侵攻によって王国が破壊されたという伝統的な学説とほとんど一致する。しかしながらエチオピアの文書では彼らがすでに支配していた土地の反乱を鎮圧したことを描写しているが、ヌバ（Nuba）の事を述べているのみで、メロエの支配者については何も言及していない。
したがって多くの歴史家の学説はこれらのヌバはローマが呼ぶところのノバタエ（Nobatae）と同じ住民であるとする。ストラボンはローマ帝国が西暦272年に北部ヌビアを引き倒したときかれらはノバタエを権力の空白を埋めるために招待したと報告している。他の重要な要素はビジャー人の祖先であると考えられているビリミー人達である。彼らは砂漠の戦士ローマの領地を脅かしてそのためにもっと防御できるような境界へのローマの撤退を引き起こした。紀元4世紀の終わりに彼らは何とかヌビア王国南部のカラダシャー地域のあたりのナイル川流域の一部を支配していた。
6世紀までにかつてメロエによって支配されていた地域に新しい国が作られた。それはほとんど確かにノバタエという国がノバティア（Nobatia）と言う国に進化したもののようで、そしてまたバラナ文化の影響下にあって、他に二つの新しい国がその地域に興った、すなわちマクリア（Makuria）とアロディア（Alodia）で非常に似ていた。一方で西暦450年ごろヌビア王国の王によってベジャ（Beja）は砂漠に追放された。これらの新しいヌビア王国はクシュから多くのものを受け継いでいたが、また非常に異なってもいた。彼らは古ヌビア語を話し、コプト語の基になった文字を使っていた。つまりメロエ語とメロエ文字は完全に失われたようである。
メロエに置き換えられたヌビア王国の起源は不確かである。それらは西から来て彼らの文化と言語を入植した人々たちに征服と威圧した遊牧民の侵入者かもしれない。ノバタエは実のところ土着の人たちで、そして数世紀の間メロエの指導者に支配されていた地域であるナパタの現地人であると。そしてノバタエという言葉は直接にナパタという語を指すのだとP.L.シーニーは推測している。

## 聖書中でのクシュ王国
初めてクシュの名前が出てくるのは『創世記』の第2章13節「第二の（注：川の名前は）はギホンといい、クシュ全土をめぐる。」だが、時系列的にはさかのぼっての使用という形で、名前の由来としては第10章6節のハムの息子たちの名前を上げる中に「クシュ」という息子がいて、彼が植民した土地が開祖の名前を取ってクシュと呼ばれるようになったとされる。（ただし、「クシュの息子」とされる者のうちニムロドは明確にメソポタミア地方の王として扱われている。）
これ以後の地名としては基本的にエジプトの隣国として出てくるが、モーセの妻にクシュ人の女性がいたと『民数記』の第12章1節にあるが、ここまでの説明でモーセの妻に該当するのがミデヤン人（アラビア半島西部にいた民族）のチッポラしかいないことから、こういった地域もクシュの範囲に入っていたという説もある。

## 物語の中でのクシュ王国
考古学者オギュスト・マリエット原案を元にジュゼッペ・ヴェルディが作曲したオペラ、アイーダに登場し、エジプトと敵対する国として描かれているエチオピアの、実際のモデルになっているのはクシュ王国である。主人公アイーダの父でエチオピア王のアモナスロは紀元前3世紀のクシュ王アマニスロがモデルとなっている。

## 文化・風俗
エジプトの絵画では、黒い肌、耳に大きなイヤリング、頭に大きな羽飾りで知られる。ヌビアン・ブルーと呼ばれる青を発色させる釉薬は銅を砕いて作る独自技術である。細かな金細工などの工芸品で知られる。

## 歴代王

### ケルマ王国の王
| 在位（年） | 王名（英字表記）           |
| ---------- | -------------------------- |
| ?          | Menkare                    |
| 前1900年頃 | カア（Kaa）                |
| 前1880年頃 | テリアヒ（Teriahi）        |
| 前1870年頃 | アワワ（Awawa）            |
| 前1850年頃 | ウタトレルテス(Utatrerses) |

### ケルマ王家
| 前1005年頃 - 前950年頃 | カンダケ・マケダ（Kandake Makeda） |
| 前950年頃              | アセルカマニ（Aserkamani）         |
|                        | セブ（Seb）                        |
|                        | カリマラ（Karimala 女王）          |

### ナパタ王家
| 王朝及び時代     | 在位（年）            | 王名（英字表記）                    |
| ---------------- | --------------------- | ----------------------------------- |
| 初期             | 前795年 - 752年頃     | アララ（Alara）                     |
| 初期             | 前765 - 752年頃       | カシュタ（Kashta）                  |
| エジプト第25王朝 | 前752 - 前721年       | ピィ（Piye）                        |
| エジプト第25王朝 | 前721年 - 前706年     | シャバカ（Shabaka）                 |
| エジプト第25王朝 | 前706 - 前690年       | シャバタカ（Shebitku）              |
| エジプト第25王朝 | 前690年 - 前664年     | タハルカ（Taharqa）                 |
| エジプト第25王朝 | 前664年頃 - 前656年   | タヌトアメン（Tanutamun）           |
| 後期             | 前656年 - 640年頃     | アトラネルサ（Atlanersa）           |
| 後期             | 前640年頃 - 620年頃   | セヌカマヌイスケン（Senkamanisken） |
| 後期             | 前620年頃 - 前600年頃 | アヌラマニ（Anlamani）              |
| 後期             | 前600年頃 - 前580年頃 | アスペルタ（Aspelta）               |
| 後期             | 前568年頃 - 前555年頃 | アラマトレ=クォ（Aramatle-qo）      |
| 後期             | 前555年頃 - 542年頃   | マロナクエン（Malonaqen）           |

### メロエ王家
| 王朝及び時代 | 在位（年）                                                               | 王名（英字表記）                        |
| ------------ | ------------------------------------------------------------------------ | --------------------------------------- |
| 第一期       | 前542年頃 – 前538年頃                                                    | アナルマイエ（enAnalmaye）              |
| 第一期       | 前538年頃 – 前519年頃                                                    | アマニナタキレブテ(Amaninatakilebte)    |
| 第一期       | 前519年頃 – 前510年頃                                                    | カルカマニ(Karkamani)                   |
| 第一期       | 前510年頃 – 前487年頃                                                    | アマニアスタバルカ(Amaniastabarqa)      |
| 第一期       | 前487年頃 – 前468年頃                                                    | シャスピカ(Siaspiqa)                    |
| 第一期       | 前468年頃 – 前463年頃                                                    | ナサクマ(Nasakhma)                      |
| 第一期       | 前463年頃 – 前435年頃                                                    | マルウィエバマニ(Malewiebamani)         |
| 第一期       | 前435年頃 – 前431年頃                                                    | タラカマニ(Talakhamani)                 |
| 第一期       | 前431年頃 – 前405年頃                                                    | アマニェテイェリケ(Amanineteyerike)     |
| 第一期       | 前405年頃 – 前404年頃                                                    | バスカケレン(Baskakeren)                |
| 第一期       | 前404年頃 – 前369年頃                                                    | ハルショテフ(Harsiotef)                 |
| 第一期       | 前369年頃 – 前350年頃                                                    | 名前不明                                |
| 第一期       | 前350年頃 – 前335年頃                                                    | アクラテン(Akhraten)                    |
| 第一期       | 前4世紀後半                                                              | アマニバキ(Amanibakhi)                  |
| 第一期       | 前335年頃 – 前315年頃                                                    | ナスタセン(Nastasen)                    |
| 第二期       | 前3世紀初期                                                              | アクティサネス(Aktisanes)               |
| 第二期       | 前3世紀前半                                                              | アリャマニ(Aryamani)                    |
| 第二期       | 前3世紀前半                                                              | カシュ...                               |
| 第二期       | 前3世紀前半                                                              | ピアンキ=イェリケ=カ(Piankhi-yerike-qa) |
| 第二期       | 前3世紀前半                                                              | サブラカマニ(Sabrakamani)               |
| 第三期       | 前270年頃 – 前260年頃                                                    | アラカマニ(Arakamani)                   |
| 第三期       | 前260年頃 – 前250年頃                                                    | アマニスロ(Amanislo)                    |
| 第三期       | 前3世紀中期                                                              | アマヌテカ(Amantekha)                   |
| 第三期       | シェセプ=アンケン=アメン・セテプエンラー(Sheshep-ankh-en-Amun Setepenre) |                                         |
| 第三期       | 前3世紀中期 - 前3世紀後期                                                | アルネカマリ(Arnekhamani)               |
| 第三期       | 前3世紀末 - 前2世紀初頭                                                  | アルクァマニ(Arqamani)                  |
| 第三期       | 前2世紀                                                                  | アディカラマニ(Adikhalamani)            |
| 第三期       | 前2世紀                                                                  | ...mr...t                               |
| 第三期       | 前2世紀                                                                  | 不明                                    |
| 第三期       | 前2世紀後期                                                              | シャナクダケテ女王(Shanakdakhete)       |
| 第三期       | 前2世紀後期 - 前1世紀初頭                                                | タヌイダマニ(Tanyidamani)               |
| 第三期       | 前1世紀前期                                                              | ナクィリヌサン(Naqyrinsan)              |
| 第三期       | 前1世紀前期                                                              | 不明                                    |
| 第三期       | 前1世紀中期                                                              | 不明                                    |
| 第三期       | 前29年頃 – 前25年頃                                                      | アクラカマニ(Aqrakamani)                |
| 第三期       | 前29年頃 – 前25年頃                                                      | テリテクァス(Teriteqas)                 |
| 第三期       | 前1世紀後期                                                              | アマニレナス女王(Amanirenas)            |
| 第三期       | 前1世紀後期                                                              | アマニシャケト女王(Amanishakheto)       |
| 第三期       | 後1世紀前期                                                              | ナウィデマク女王(Nawidemak)             |
| 第三期       | 1世紀中期                                                                | アマニカブル(Amanikhabale)              |
| 第三期       | 1世紀中期 - 1世紀後期                                                    | ナタカマニ(Natakamani)                  |
| 第三期       | 1世紀中期 - 1世紀後期                                                    | アマニトレ(Amanitore)                   |
| 第4期        | 1世紀                                                                    | ショルカルロル（Shorkaror）             |
| 第4期        | 1世紀                                                                    | ピサカル(Pisakar)                       |
| 第4期        | 1世紀                                                                    | アマニタラクィデ(Amanitaraqide)         |
| 第4期        | 1世紀                                                                    | アマニテヌメミデ(Amanitenmemide)        |
| 第4期        | 1世紀                                                                    | アマニカタシャン(Amanikhatashan)        |
| 第4期        | 1世紀                                                                    | テリトニデ(Teritnide)                   |
| 第4期        | 1世紀 - 2世紀初頭                                                        | テクィリデアマニ1世(Teqerideamani I)    |
| 第4期        | 2世紀                                                                    | タメレルデアマニ(Tamelerdeamani)        |
| 第4期        | 2世紀                                                                    | アデクァタリ(Adeqatali)                 |
| 第4期        | 2世紀                                                                    | タキデアマリ(Takideamani)               |
| 第4期        | 2世紀                                                                    | タレケニワル(Tarekeniwal)               |
| 第4期        | 2世紀                                                                    | アマニカリカ(Amanikhalika)              |
| 第4期        | 2世紀                                                                    | アリテニェスボケ(Aritenyesbokhe)        |
| 第4期        | 2世紀                                                                    | アマニカラクェレン(Amanikhareqerem)     |
| 第4期        | 3世紀前期                                                                | テリテダカテイ(Teritedakhatey)          |
| 第4期        | 3世紀前期                                                                | アリェスボケ(Aryesbokhe)                |
| 第4期        | 3世紀                                                                    | テクェリデマニ2世(Teqerideamani II)     |
| 第4期        | 3世紀                                                                    | マレクォロバル女王?(Maleqorobar)        |
| 第4期        | 3世紀                                                                    | イェスボケアマニ?(Yesbokheamani)        |
| 第4期        | 4世紀                                                                    | ラキデアマニ女王?(Lakhideamani)         |